# Sparganium americanum
Sparganium americanum là một loài thực vật có hoa trong họ Typhaceae. Loài này được Nutt. miêu tả khoa học đầu tiên năm 1818.

## Hình ảnh

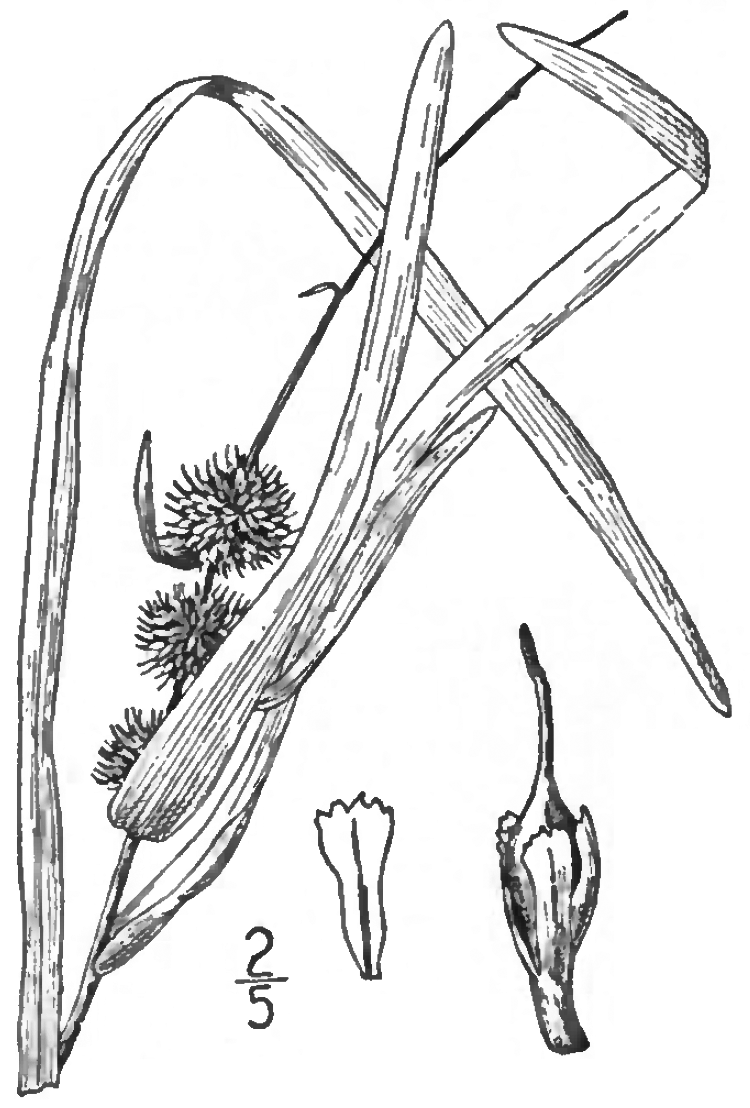
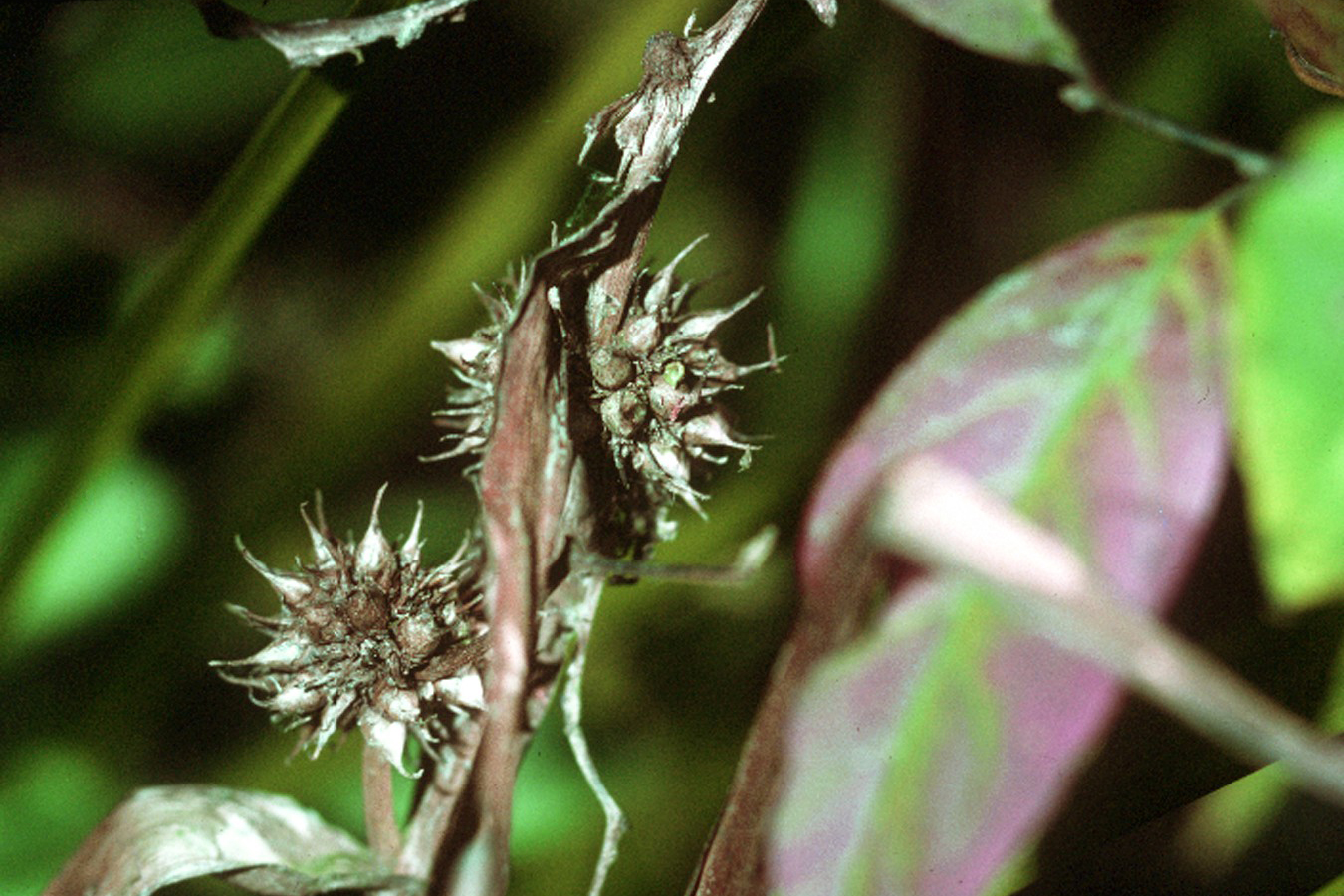
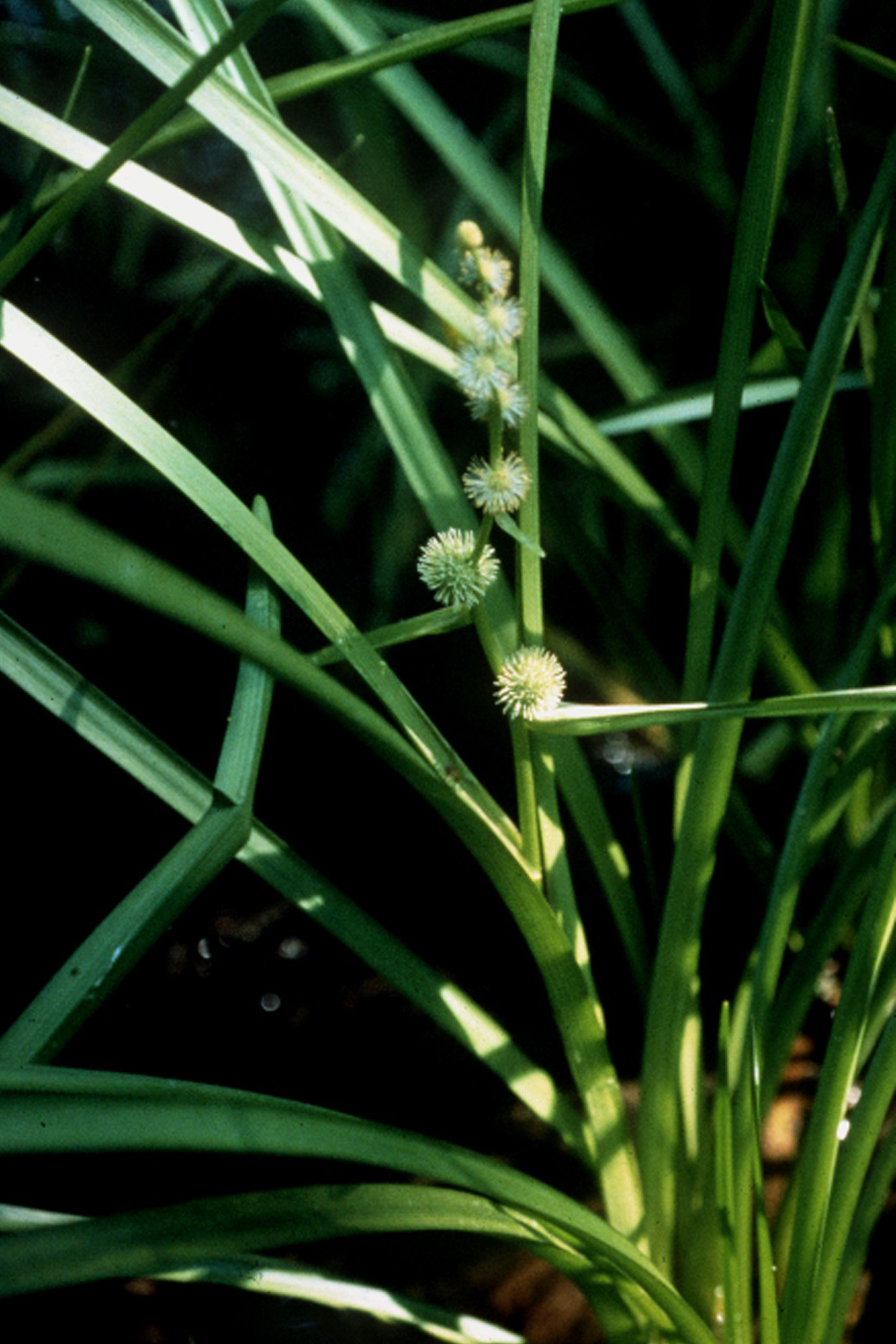